# Телефон завжди дзвонить двічі
«Телефон завжди дзвонить двічі» — французька кінокомедія 1985 року, знятий режисером Жан-П'єром Верньє.

## Сюжет
У тінях міських вулиць, оповитих туманом невизначеності, розгортається історія, де кожен крок може стати останнім. Головний герой, приватний детектив, на ім'я Марк Елбікон, занурюється в похмуру атмосферу, спричинену серією жорстоких вбивств. Вбивця, який залишає свої зловісні «підписи» на лобах жертв у вигляді телефонних набірних дисків, створює загадку, яку необхідно розгадати. Ці диски, будучи символами втраченого зв'язку і самотності, стають не тільки доказом, а й похмурим передвістям. У пошуках відповідей, Марк стикається з пастками, які він не міг передбачити, і з кожним новим кроком вважає своє життя ризиком.
Щоб розплутати цей складний клубок, Елбікон не залишається сам. Він звертається по допомогу до своїх друзів — Блекі, Франка, Гюго і Момо, об'єднуючи їхні сили для вирішення загадки. Їхня дружба і вміння працювати в команді стають ключовими в цьому непростому розслідуванні. Кожен із них привносить свої унікальні навички та бачення, що доповнює стратегію Марка. Моменти, коли вони обговорюють деталі, ставлять під сумнів свої переконання і страхи, створюють напругу, наповнюючи історію новим змістом. Об'єднавши зусилля, вони прагнуть не лише спіймати жорстокого злочинця, а й розкрити темні глибини людської душі, де ховаються найнесподіваніші таємниці.

## У ролях
- Дідьє Бурдон: Марк Ельбішон (Марсель Бішон), приватний детектив
- Сеймур Брюссель: Франк Потен, власник бару
- Бернар Кампан: Гюго Кампані, фотожурналіст
- Паскаль Лежитімус: Блекі, піратський радіоведучий
- Смеїн: Момо
- Жан-Клод Бріалі: комісар
- Клементин Селар'є: Аннабелла, співачка бару
- Анрі Курсо: доктор Кліппс, психіатр-ветеринар
- Франк-Олів'є Бонне: заступник комісара
- Мішель Константен: директор кінотеатру
- Даррі Коул: єгер
- Патрік Себастьян: сліпий чоловік
- Жан Янн: чоловік по телефону
- Мішель Галабрю: «Хрещена мати»
- Мішель Кремадес: оптик
- Жан Рено: права рука «Хрещеної матері»
- Мішель Тюго-Доріс: Жак, поліцейський
- Енні Саварін: перша жертва
- Стоун: мати Гюго
- Маріо Д'Альба: батько Гюго
- Монік Тарбес: мати на вулиці
- Жюлі Арнольд: акторка у порнографічному фільмі
- Домінік Пінон: пан Пішон, вчитель
- Ліонель Вітрант: співробітник служби безпеки
- Батист Шарден: дитина
- Максімільєн Гадефі: дитина
- Алін Мюло: Аннабелла в дитинстві
- Себастьян Персон: дитина
- Олів'є Реньо: дитина
- Йоро Сангаре: дитина
- Рене Лебрен: голос по радіо
- П'єр Репп: невпевнений свідок
- Корін Корсон: покоївка
- Бріджит Беллак: журналістка
- Мішель Делае: журналістка
- Валері Рожан: епізод
- Ерік Сіванян: епізод
- Ів Обер: епізод
- Серж Бовуа: епізод
- Клод Брюна: епізод
- П'єр Череметьєв: епізод
- Бернар Данієлу: епізод
- Ерік Гемон: епізод
- Філіп Дормоа: епізод
- Жан-П'єр Дравель: епізод
- Бернар Дюмен: епізод
- Жиль Дюменіль: епізод
- Фанні Фей: епізод
- Стефан Феррара: епізод
- Ален Хакім: епізод
- Олів'є Емон: епізод
- Жан-Лу Горвіц: епізод
- Патрісія Ую: епізод
- П'єр Жульєн: епізод
- Івон Легран: епізод
- Ерве Льюїс: епізод
- Жерар Пішон: епізод
- Джозіан Пінсон: епізод
- Рацеку: епізод
- Бернар Рігаль: епізод
- Франсуа Ростейн: епізод
- Ерік Таллієн: епізод
- Іван Тангуй: епізод
- Даян Тьєррі Міг: епізод
- Франсуа Віаур: епізод
- Жак Вінсі: епізод
- Тео Лежитімус: епізод

## Знімальна група
- Режисер: Жан-П'єр Верньє
- Сценарій: Дідьє Бурдон, Сеймур Брюссель, Бернар Кампан, Паскаль Лежитімус, Жан-П'єр Верньє
- Продюсер: Андре Джауї
- Оператор: Робер Фресс
- Композитор: Крейг Річі